# Смрт у рају (6. сезона)
Шеста сезона британске полицијске крими-драмедије Смрт у рају емитована је од 5. јануара до 23. фебруара 2017. године на каналу BBC One.

## Опис
Хамфри Гудмен у 6. епизоди одлучује да остане у Лондону са својом девојком, а на његово месту на Сент Мерију у 7. епизоди долази Џек Муни.

## Улоге
- Крис Маршал као ДИ Хамфри Гудмен (епизоде 1−6)
- Ардал О'Хенлон као ДИ Џек Муни (главни: епизоде 7−8; епизодни: епизоде 5−6)
- Дени Џон-Џулс као Позорник Двејн Мајерс
- Жозефин Жобер као ДН Флоренс Касел
- Тоби Бејкер као позорник Ж. П. Хупер
- Елизабет Буржин као Кетрин Бордеј
- Дон Варингтон као начелник Селвин Патерсон

## Епизоде
| Бр. еп. (укупно) | Бр. еп. (у сезони) | Наслов                  | Редитељ         | Сценариста     | Премијера         | Гледаност у Британији (милиони) |
| --- | ------------------ | ----------------------- | --------------- | -------------- | ----------------- | ------------------------------- |
| 41 | 1                  | "Ерупција у убиству"    | Клер Винјард    | Дејна Фејнару  | 5. јануар 2017.   | 9,26                            |
| Вулканолог Стивен Ленгам пронађен је мртав поред живог вулкана, а докази указују на природну смрт, иако Хамфри верује другачије. Све Стивенове колеге имају веродостојне алибије пошто су ушли у истраживачки центар користећи систем улазних картица у време његове смрти. Једини други осумњичени, Џозеф, био је одсутан у време убиства због чега Хамфри и екипа нису били сигурни шта се догодило на дан Стивенове смрти. |                    |                         |                 |                |                   |                                 |
| 42 | 2                  | "Тајна Пламеног дрвета" | Џермејн Џулијен | Кели Џоунс     | 12. јануар 2017.  | 8,69                            |
| Флоренсина другарица из разреда Естер Монро пронађена је мртва у подножју литице. Њена смрт одражава догађаје самоубиства у књизи месне списатељице Силви Баптист Пламено дрво. Главни осумњичени: Силви, њена уредница Патриша и организатори Ана и Оливер имају алибије једно за друго. Хамфри такође сазнаје да је Оливер покушао да силује Естер пре њене смрти и да Силви има давно изгубљену сестру Лизи. Док докази почињу да се граде, Хамфри схвата ко је убица. |                    |                         |                 |                |                   |                                 |
| 43 | 3                  | "Немогуће убиство"      | Клер Винјард    | Алекс Вокер    | 19. јануар 2017.  | 8,21                            |
| Хамфри води Марту на романтични викенд у хотел, али њихово време проведено заједно је ограничено када је брат менаџера хотела убијен. Хамфри не може да разуме како је убиство успешно извршено када је једини приступ жртвиној соби био преко степеништа коме је оно све време било на оку. Хамфри сумња да је Ајри Џонсон, рецепционерка хотела, можда играла улогу у убиству када је жртва сазнала да је она планирала превару са кредитним картицама. Међутим, Двејново случајно откриће помаже екипи да схвати прави идентитет убице. |                    |                         |                 |                |                   |                                 |
| 44 | 4                  | "Запањујуће убиство"    | Џермејн Џулијен | Ден Мјурден    | 26. јануар 2017.  | 7,96                            |
| Председник и звезда крикет клуба Сент Мерија пронађен је убијен на терену после ноћног изласка. Капитен екипе Гас првобитно је био осумњичен за убиство све док Хамфри није сазнао да се председников син Тори свађао са оцем у ноћи његовог убиства. Екипа такође сазнаје да је жртва уцењивана и да је жртвина жена имала велике користи од његове смрти. |                    |                         |                 |                |                   |                                 |
| 45 | 5                  | "Човек у мору (1. део)" | Ричард Сини     | Роберт Торогуд | 2. фебруар 2017.  | 8,04                            |
| Том Луис је убијен на свом броду, 8 километара на мору док се забављао са девојком Софи и њеним пријатељима Луси, Хамом и Рејчел. Сви су били алибији једни другима док Луси није рекла Хамфрију да је видела како је Том тајно телефонирао и ставио новац у кесу с новцем која је сада нестала. На поду чамца је откривено дугме, али га нико од осумњичених не препознаје. Лого на дугмету повезује Тома са банком у Британији. Хамфри, Двејн, Флоренс и осумњичени лете у Енглеску где им детектив инспектор Џек Муни помаже у истрагама. Док екипа и Џек испитују особље банке – Стива Томаса, Френка Хендерсона, Мартина Веста и Доминика Грина – сазнају да је Френк имао састанак са Томом пре него што је Том умро. Френк пориче било какво сазнање о састанку са Томом. Сам Франк је тада убијен. |                    |                         |                 |                |                   |                                 |
| 46 | 6                  | "Човек у мору (2. део)" | Ричард Сини     | Роберт Торогуд | 9. фебруар 2017.  | 8,71                            |
| Док Хамфри истражује Френково убиство у Великој Британији, на Сент Мерију Ж. П. и Селвин откривају да је Том шверцовао рум. Меморијска картица коју су њих двојица пронашли открива да је Стив Томас Томов син. Хамфри испитује Стива који је сада главни осумњичени у истрази убиства, али тада сазнаје да су још двојица осумњичених били одлучни да спрече Френка да потпише уговор о улагању. Хамфри успева да елиминише Стива из истраге, а када је открио скривену породичну везу, решава случај са Џеком. Пошто је решио загонетку, Хамфри одлучује да је срећнији што живи у Лондону са Мартом. Хамфри шаље Џека на Сент Мери на одмор као привремену замену, а са њим одлази и његова ћерка Шивон.                                                                                                |                    |                         |                 |                |                   |                                 |
| 47 | 7                  | "Корацима убице"        | Сајмон Дилејни  | Дејна Фејнару  | 16. фебруар 2017. | 8,32                            |
| Док се Џек настањује на свој нови живот на Сент Мерију, он ради са екипом како би покушао да схвати зашто је туриста Тајлер Мекарти ушао у полицијску станицу и тврдио да може да пружи алиби Надин Хантер која је ухапшена пре осам година због убиства своје послодавке Џули Метлок. Џек разговара са Џулиним удовцем Ијаном и сазнаје да је био близак са Надин пре њене смрти. Када је екипа сазнала да је Џулинино тело нестало, доживљавају проблем у случају, иако анализа звучног записа који укључује смртоносни хитац из пиштоља који је убио Џули помаже Џеку да открије правог убицу. |                    |                         |                 |                |                   |                                 |
| 48 | 8                  | "Убиство на изборима"   | Сајмон Дилејни  | Вил Фишер      | 23. фебруар 2017. | 8,42                            |
| Острвљани са Сент Мерија иду на гласање за свог новог градоначелника, а Двејн ради као обезбеђење. Међутим, кандидат Виктор Пирс је убијен на једном од бирачких места. Двоје противника: Кетрин која је Камилина мајка и Питер Бакстер постају непосредни осумњичени. Ускоро је у истрагу укључен и Викторов син када је екипа сазнала да је син Кемар његов наследник. Џек одлучује да реконструише место злочина у покушају да вешто открије убицу. Џек је задивио Селвина па му је понудио стални посао у полицијској станици. |                    |                         |                 |                |                   |                                 |